# Herdoniini
Los herdoniinos (Herdoniinii) es una tribu de hemípteros heterópteros perteneciente a la familia Miridae.

## Géneros
- Adxenetus - Allommatela - Allommatisca - Allommatus - Amapamiris - Barberiella - Camponotidea - Cearamiris - Closterocoris - Cyphopelta - Dacerla - Formicomiris - Guarania - Haarupia - Heidemanniella - Herdonisca - Herdonius - Herdonoides - Lepidoxenetus - Mexicomiris - Myrmecomiris - Myrmecozelotes - Nuevoleonia - Paradacerla - Paraxenetus - Proxenetus - Roppisca - Sinopella - Sphinctothorax - Sulcatylus - Totolapanus - Veramiris - Xenetomorpha - Xenetopsis - Xenetus - Zacynthus - Zelotocoris - Zosippus